# Manuel Belda Tortosa
Manuel Belda Tortosa (1915-1942) va ser un polític i militar valencià.

## Biografia
Va néixer a València en 1915. S'afiliaria a les Joventuts Comunistes en 1934. Després de l'esclat de la Guerra civil es va unir a les forces republicanes, passant a formar part de l'Exèrcit Popular de la República. A la fi de 1938 va ser nomenat comandant de la 23a Divisió, amb el rang de major de milícies. Al final de la contesa va marxar a l'exili junt amb altres espanyols i es va instal·lar a la Unió Soviètica. Va cursar estudis a l'Acadèmia militar Frunze. Després de l'esclat de la Segona Guerra Mundial es va unir a una unitat de guerrillers espanyols que actuava en la rereguarda alemanya, realitzant missions de sabotatge. Va morir en acció, cap a febrer de 1942.